# Europamästerskapet i bandy 1913
Europamästerskapet i bandy 1913 har i några källor angetts ha varit en bandyturnering avgjord i  Saint-Moritz eller Davos, Schweiz.
Det äldsta bevarade skriftliga omnämnandet av den påstådda turneringen återfinns i den 1975 utgivna boken Bandy genom åren av Åke Dunér, som inte åberopar några källor för detta.
Inga dåtida skrifliga källor bekräftar att turneringen verkligen ägt rum, ej heller finns några kvarlämnade berättelser från någon som ska ha deltagit.
Tävlingens historicitet har därför ifrågasatts, mycket tyder på att det i själva verket är en myt som spridits.

## Bandy EM 1913

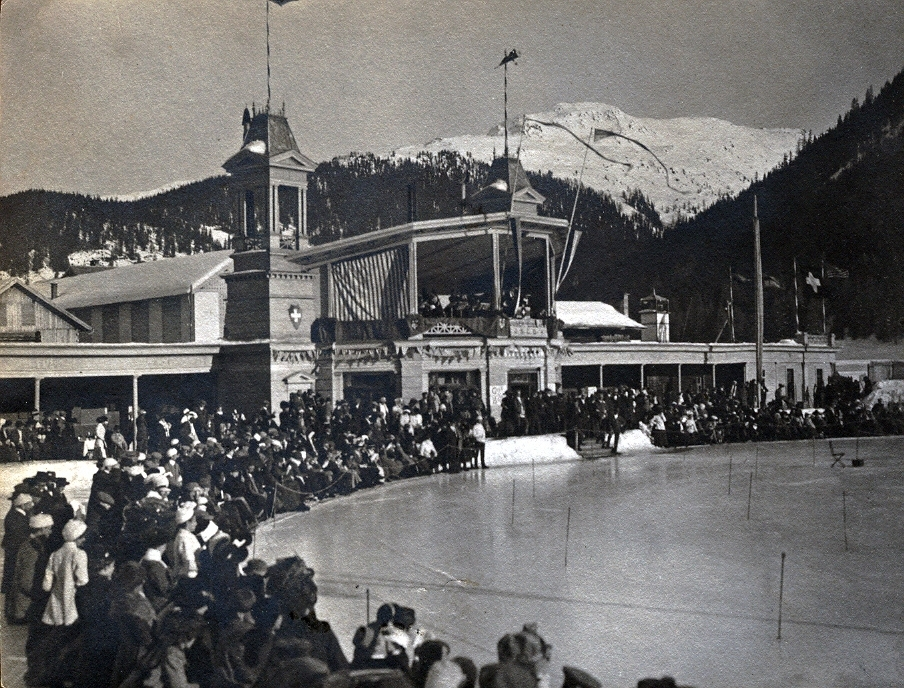
Eisstadion Davos 1915.

England ska enligt ovannämnda bok ha stått som slutsegrare och Europamästare i ett mästerskap där nedanstående åtta länder deltog. 
Deltagande nationer
- England
- Tyskland
- Nederländerna
- Belgien
- Frankrike
- Schweiz
- Österrike-Ungern
- Italien

## Bandy-EM 100 år
Den 6 januari 2014 spelades ett inofficiellt Europamästerskap i bandy i Davos med syftet att sprida sporten i Centraleuropa och för att fira 100-årsjubileet av Bandy-EM. Turneringen arrangerades av Federation of International Bandy, de nationer som deltog var Nederländerna, Tjeckien, Tyskland och Ungern.